# كاسا دي بيلاطس

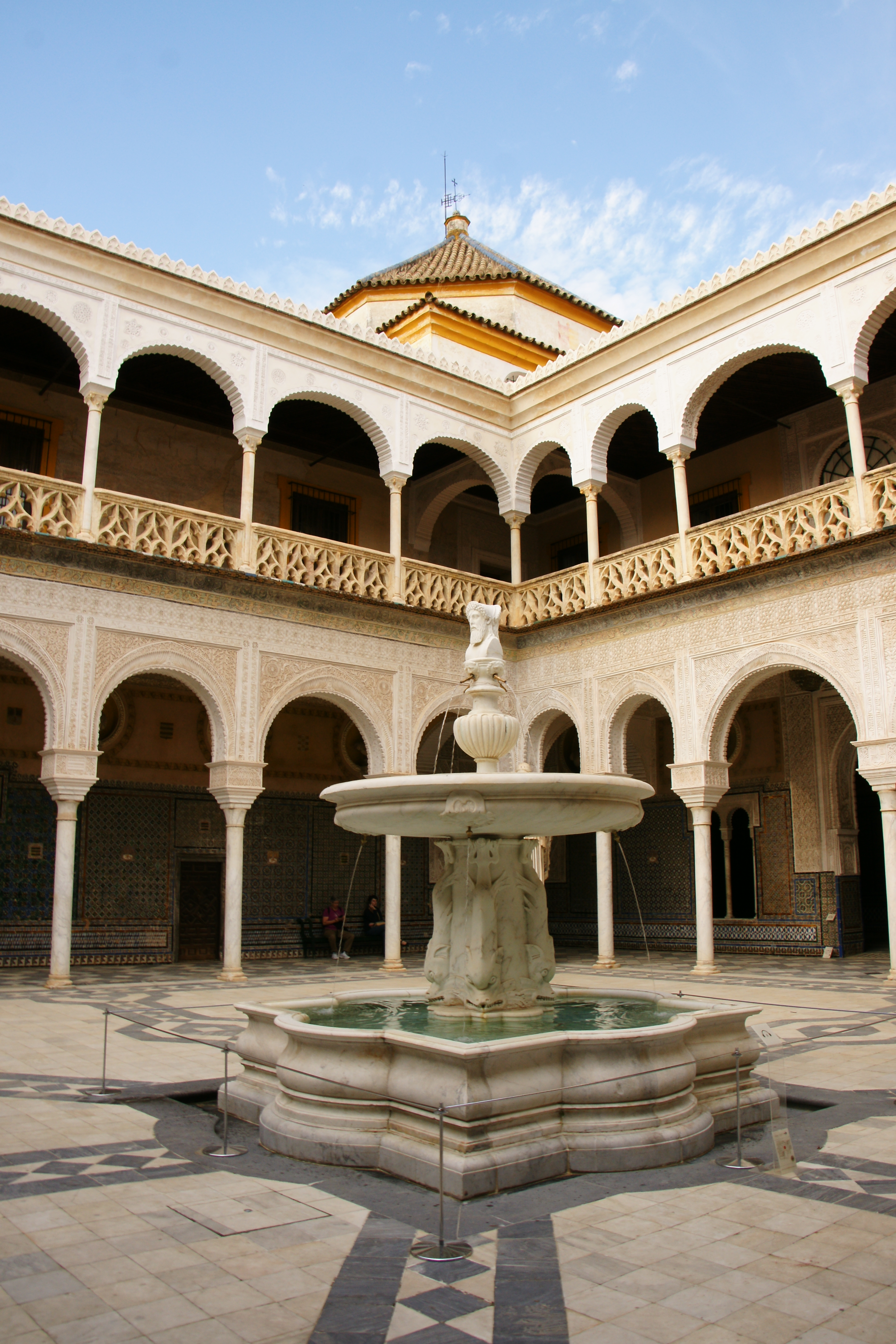
الفناء الرئيسي لكازا دي بيلاتوس.

بيت بلاطس أو كاسا دي بيلاتوس، الفناء الرئيسي.هو قصر يقع في مدينة إشبيلية بمنطقة أندلوسيا الإسبانية. يتكون المبنى من مزيج من الاسلوب النهضوي الإيطالي، والاسلوب المدجن الإسباني. يعتبر نموذج أصلي للقصر الأندلسي.

## تاريخ
بدأ بناء القصر في عام 1483، وذلك بناء على مبادرة ورغبة بيدرو إنريكي كوينونيس (عمدة الأندلس الرابع) وزوجته الثانية كاتالينا دي ريبيرا، مؤسسي كاسا دى الاكا. ارتفع العمل على أعمال عظيمة أخرى صودرت من قبل محاكم التفتيش. وفاة بيدرو إنريك عام 1493، حملت دونيا كاتالينا مسئولية إجراء التكوين الأولي للقصر. وقام كل من ابنه فريديك انريكث دى ريبارا وحفيده بير أفان دى ريبارا بتوسيع واستكمال ديكور المنزل.
كان فدريك انريكي (أول ماريكز من ملوك الطوائف) فارس نبيل من العصور الوسطى والحديثة الممثلة في عصر النهضة. قد ذهب للحج إلى القدس المقدس، اجتاز فيها كل إيطاليا، وأعُجبَ بشدة بالفن النهضوي الذي كان سائدًا في المدن الإيطالية. لدى عودته نقل تلك الاساليب النهضوية التي لوُحظت ف كاسا دي بلاطس، تجمع مابين الاسلوب النهضوي الإيطالي والمغربي الإشبيلي، في ملحقات القصر، مشغولة بشمسيات متعددة مرفقه بها. قام أفان دى ريبيرا، بن شقيق دون فدريك ووريثه، وهو واحد من هواة جمع الفن خلال فترة توليه منصب نائب المللك في نابولي، بعمل اصلاحات مابين عامي 1568 و 1571 وضمهم لمجموعته الكبيرة.

## مجموعه ضخمه
قام أنطونيو ماريا أبريل بعمل بوابة الدخول من الرخام، عام 1529 في جنوة، يظهر فيه طراز عصر النهضة وتعلوه الاعلام القوطية مُنكسه في إشارة لمثولها للقصر جيث كان متعهدي البناء يملكونها في بورنوس، وليشعروا الزائر انه يسافر عبر الزمن عند دخوله إلى الساحة الرئيسية، فناء أندلسي تقليدي، بحيث أصبح مركز ومصدر يحرسه بحماس الآلهة بلاس مُمثلة في اثنين من التماثيل تقع على الجانبين

## تقليد واسم
يرجع اصل المسمى، كاسا دى بيلاطس، إلى طريق للصليبين الذي بدأوا الاحتفال به في المدينة العشرينيات من القرن السادس عشر (وقد حافظوا على السطوح المقرمدة التي تمثل كل واحده من المحطات على نفس الطول).

## سيناريوهات فيلمية
تم تصوير العديد من الأفلام في كاسا دى بيلاطس، من بينها أربعة الأفلام في هوليوود، جدير بالذكر ايضًا: في عام 1962 صورت في القصر المشاهد الأسطورية لملحمة لورانس العرب، الفائز ب 7 جوائز أوسكار، بما فيهم جائزة أفضل فليم. كما أنه في عام 1992، صور فيه المخرج ريدلي سكوت فيلم 1492: غزو من الجنة. وهذا من شأنه المدير تكرار مشاهد إطلاق النار في عام 2005 لملكوت السماء. وقام هذا المخرج بإعادة تصوير مشاهد فيلم ملك السموات. وفي اواخر عام 2009، قام كل من توم كروز وكاميرون دياز بتصوير فيلم مملكة السماء.